# Caenocryptus canaliculatus
Caenocryptus canaliculatus là một loài tò vò trong họ Ichneumonidae.